# Kreis Ramosch
| Kreis Ramosch (Circul da Ramosch)          | Kreis Ramosch (Circul da Ramosch) |
| ------------------------------------------ | --------------------------------- |
| Kreis Ramosch(Circul da Ramosch)           |                                   |
| Basisdaten                                 |                                   |
| Staat:                                     | Schweiz                           |
| Kanton:                                    | Graubünden (GR)                   |
| Bezirk:                                    | Inn                               |
| Hauptort:                                  | Ramosch                           |
| Fläche:                                    | 215,45 km²                        |
| Einwohner:                                 | 1769 (31.12.2009)                 |
| Bevölkerungsdichte:                        | 8 Einw. pro km²                   |
| Aufgehoben am:                             | 31. Dezember 2015                 |
| Karte                                      |                                   |
| Karte von Kreis Ramosch(Circul da Ramosch) |                                   |

Der Kreis Ramosch (rätoromanisch: Circul da Ramosch, deutsch: veraltet und bis 1943 offiziell Remüs) bildete bis zum 31. Dezember 2015 zusammen mit den Kreisen Val Müstair, Sur Tasna und Suot Tasna den Bezirk Inn des Kantons Graubünden in der Schweiz. Der Sitz des Kreisamtes war in Ramosch. Durch die Bündner Gebietsreform wurden die Kreise aufgehoben.

## Gemeinden
Der Kreis setzte sich aus folgenden Gemeinden zusammen:
| Wappen  | Name der Gemeinde | Einwohner (31. Dez. 2009) | Fläche in km² | BFS-Nr |
| ------- | ----------------- | ------------------------- | ------------- | ------ |
| Samnaun | Samnaun           | 813                       | 56,29         | 3752   |
| Valsot  | Valsot            | 956                       | 159,16        | 3764   |

## Veränderungen im Gemeindebestand seit 2000

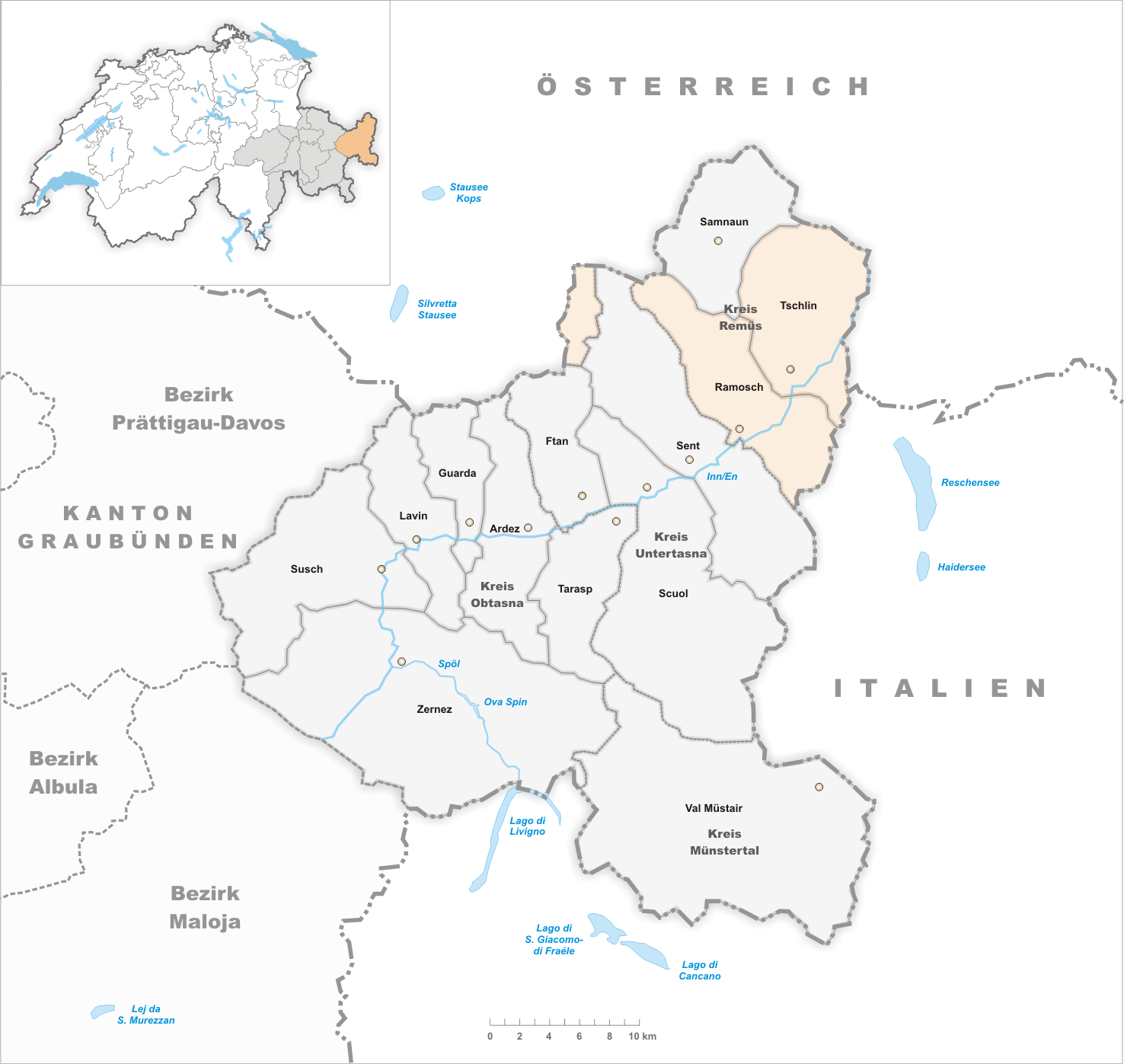
Gemeinden bis 2012

### Fusionen
- 2012: Ramosch und Tschlin → Valsot